# 양상쿤
양상쿤(중국어 간체자: 杨尚昆, 정체자: 楊尙昆, 병음: Yáng Shàngkūn, 1907년 5월 25일 ~ 1998년 9월 14일)은 중국의 정치인이자 군인(1950년 3월 예비역 중화인민공화국 지상군 준장 전역)이다. 충칭 직할시 퉁난 현에서 태어났다. 국가 주석과 당중앙 정치국 위원, 중앙군사위원회 부주석을 역임하였다. 장정에 참여했다.
동생 양바이빙(楊白冰)과 함께 양자장(楊家將:양씨 집안의 장군)으로 불리며, 인민해방군 내에서 막강한 영향력을 행사했다.

## 생애와 경력

### 생애 초반

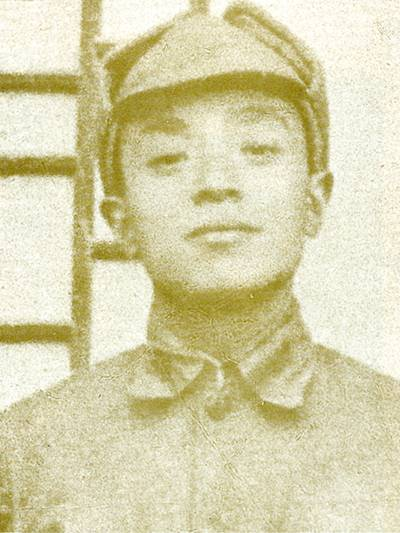
청년 시절

쓰촨성 충칭 출신으로, 1926년에 중국공산당에 입당하였고, 당에 의해 소련에 파견되어 모스크바 중산 대학에 유학하였다. 1931년 중국에 돌아와서 1933년 마오쩌둥과 주더의 장시 소비에트에 합류하였다. 친소련 성향의 지도부 "28인의 볼셰비키"의 일원으로 당중앙위원 후보로 선출되었다. 이들은 기존 지휘부였던 마오쩌둥과 주더 대신 홍군을 지휘하였으나 기존의 게릴라전략을 버리고 정규전을 펼치다 1935년 국민당군의 제5차 토벌전에서 궤멸적 타격을 입었다. 이 패배때문에 중국공산당은 장정을 결의했고, 양은 장정 중에 열린 쭌이 회의에서는 "28인의 볼셰비키"를 벗어나 마오를 지지하여 마오가 다시 당권을 장악하는데 기여했다.
제2차 국공합작 이후 항일 전쟁기에는 당중앙 북방국 부서기와 서기를 거쳤고, 화베이에서 게릴라전을 지도했다. 해방 전쟁 시기에 중앙군사위원회 비서장으로서 군의 고급 간부에게 명령을 전달하는 역할을 맡았다.

### 중화인민공화국 수립 이후
건국 이후, 1949년부터는 당의 일상 업무를 처리하는 중국공산당 중앙서기처 주임을 지냈고, 1950년 3월에는 중공 서기처 주임 직위 재직 중 예비역 중화인민공화국 지상군 준장 전역하였으며 1956년에 덩샤오핑이 당 총서기에 취임하면서 업무적으로 밀접한 관계를 가지게 됨으로써 그의 신뢰를 얻게 된 것으로 보인다.
1965년경에 중앙서기처 주임에서 해임되어 광둥성 당위원회 서기로 격하되었고 문화대혁명이 시작되면서, 펑전(彭眞), 루딩이(陸定一), 뤄루이칭(羅瑞卿) 등과 함께 "양상쿤 반혁명집단"으로 몰리게 되었다. 또 마오쩌둥으로부터 "양상쿤은 위연이다"라는 비판을 받고 실각하였다.

### 국가주석직 재임과 최후
1978년에 복권되어, 1982년에는 당 관료에 재임명되었다. 덩샤오핑과 함께 1989년의 천안문 광장의 민주화 시위 진압에 대해 책임이 있는 것으로 알려져 있다.  그는 형식적으로 국가주석직에 있었지만 실권을 쥐고 있던 덩샤오핑과 갈등관계에 있었다. 더구나 군부 내에 그의 지지자가 많은 것 역시 덩샤오핑에게 걸림돌이 되었다.
인민해방군에 있어서 그의 영향력이 너무나 컸기 때문에, 당 지도자를 장쩌민으로 교체시키기 위해서 1992년에 덩샤오핑에 의해 정치국원의 자리로부터 제거된다. 양상쿤과 그의 동생 양바이빙은 군 내부에 너무나 많은 지지자와 동지가 있었기 때문에, 그의 사직으로 군의 최고위직의 절반이 퇴역하게 된 것은 잘 알려진 사실이다. 그리고 중공팔대원로 중의 한 명이기도 하다.

## 같이 보기
- 덩샤오핑
- 장쩌민
- 리펑